# Биржан-Салски район
Биржан-Салски район (на казахски: Біржан сал ауданы; до 2017 г. Енбекшилдерски район (на казахски: Еңбекшілдер ауданы) е съставна част на Акмолинска област, Казахстан, с обща площ 11 000 км2 и население 13 927 души (по приблизителна оценка към 1 януари 2020 г.).
Мнозинството от населението са казахи (63,6 %) следвани от руснаци (25,5 %) и украинци (2,3 %), германци (2,1 %), и други националности (6,5 %). 
Административен център е град Степняк.